# Diana Gabaldon
Diana Gabaldon, nascida Diana Jacqueline Gabaldon (Scottsdale, Arizona, 11 de janeiro de 1952) é uma escritora norte americana, conhecida pela série de romance e ficção histórica Outlander. Seus livros mesclam diversos gêneros, com elementos de ficção histórica, romance, ficção de aventura e ficção científica/fantasia. Uma adaptação televisiva da série A Viajante do Tempo estreou no canal Starz em 2014.

## Biografia
Gabaldon nasceu em 1952, no Arizona; seu pai era Tony Gabaldon, de ascendência meso-americana, e sua mãe era Jacqueline Sykes, ascendência norte-americana e inglesa. Seu pai Tony Gabaldon (1931–1998) foi um senador do estado do Arizona por dezesseis anos e mais tarde um supervisor do Condado de Coconino.
Gabaldon cresceu em Flagstaff, Arizona. Bacharel em ciência da zoologia pela Universidade do Norte do Arizona, 1970–1973; um Mestrado em Ciência em Biologia Marinha, pela University of California, San Diego, Scripps Institution of Oceanography, 1973–1975;, e Doutorado em Ecologia Comportamental pela Northern Arizona University, 1975–1978.

## Carreira
Gabaldon foi a editora fundadora do Science Software Quarterly em 1984, enquanto trabalhava no Centro de Estudos Ambientais da Universidade Estadual do Arizona. Durante a metade da década de 1980, Gabaldon escreveu análises de software e artigos técnicos para publicações sobre informática, assim como artigos de ciência popular e histórias em quadrinhos para the Walt Disney Company. Deu aulas de ciência comportamental na Universidade Estadual do Arizona por 12 anos antes de sair para escrever em tempo integral.

### Os romances

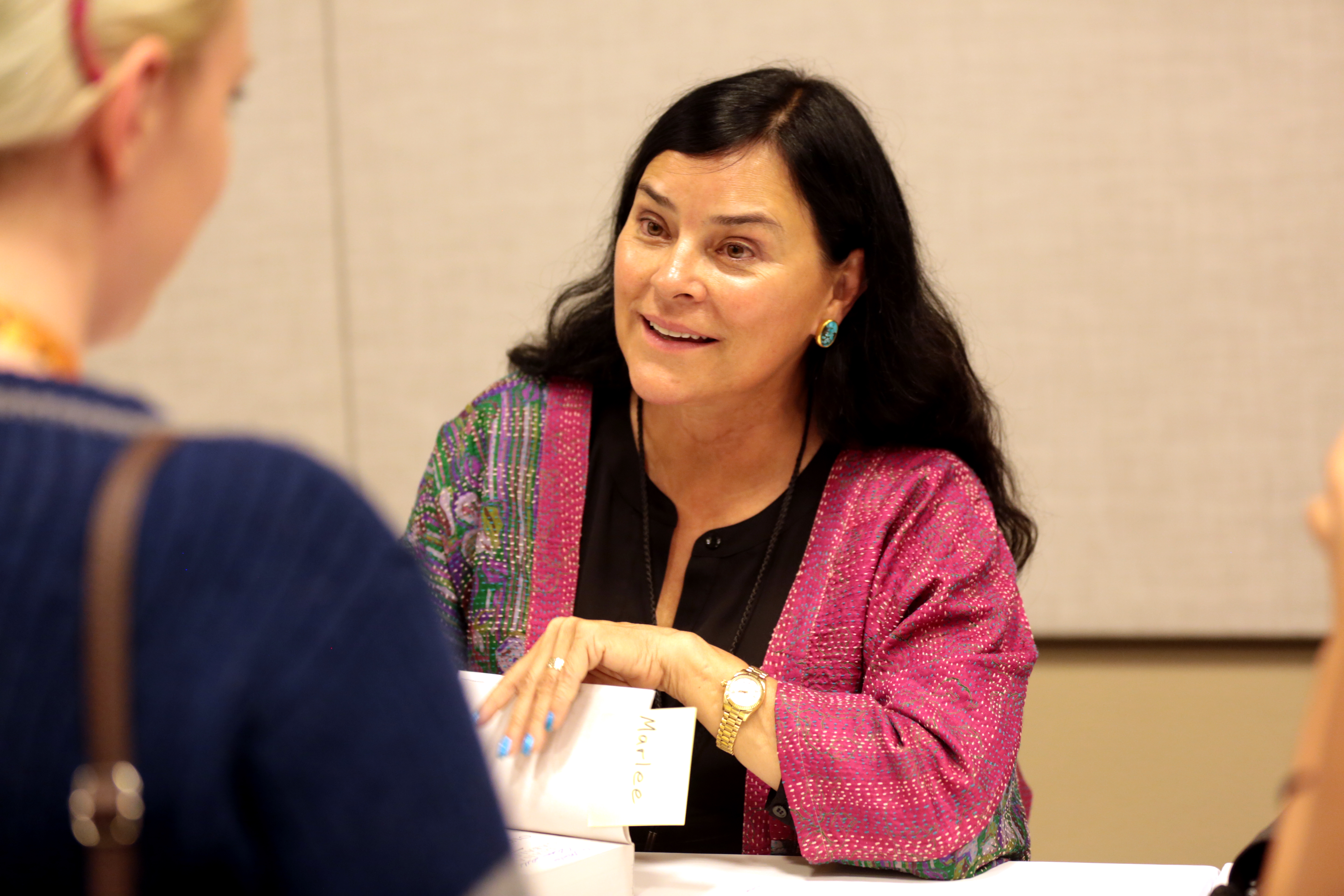
Diana Gabaldon em 2017 na Phoenix Comicon

Em 1988, Gabaldon decidiu escrever um romance para "praticar, apenas aprender como fazê-lo" e sem nenhuma intenção de mostrá-lo para alguém. Como uma professora pesquisadora decidiu que um romance histórico seria mais fácil de pesquisar e escrever, mas ela não tinha nenhum background em história e inicialmente nenhum período de tempo particular em mente. Gabaldon acabou vendo a reprise de um episódio da série de ficção científica Doctor Who, intitulado The War Games (Os Jogos de Guerra). Um dos companheiros do Doutor era um escocês de cerca de 1745, um jovem de aproximadamente 17 anos de idade chamado Jamie McCrimmon, que forneceu a inspiração inicial para o protagonista masculino, James Fraser, e para o cenário escocês da metade do século XVIII. Gabaldon decidiu ter "uma mulher inglesa para play-off todos esses escoceses em kilt," mas sua personagem feminina "tomou conta da história e começou a contá-la ela mesma, fazendo observações modernas sabichonas sobre tudo."  Para explicar o comportamento e as atitudes modernas da personagem, Gabaldon escolheu usar a viagem no tempo. Ao escrever o romance em um momento em que a internet não existia," ela fez sua pesquisa "à moda antiga, sozinha, através de livros."
Mais tarde Gabaldon postou um pequeno trecho de seu romance na CompuServe Literary Forum, onde o autor John E. Stith a apresentou ao agente literário Perry Knowlton. Knowlton a representou baseado em um inacabado primeiro romance, intitulado provisoriamente Cross Stitch (algo como Ponto Cruz, em tradução livre). Seu primeiro contrato era para uma trilogia, o primeiro romance mais duas sequência então não escritas. Seus editores americanos mudaram o título do primeiro livro para A Viajante do Tempo, mas o título permaneceu inalterado no Reino Unido. De acordo com Gabaldon, seus editores britânicos gostaram do título Cross Stitch; entretanto, a editora americana disse que "soava muito parecido com o bordado" e queria um título mais "aventureiro". Quando seu segundo livro foi concluído, Gabaldon renunciou ao seu cargo de professora na Universidade Estadual do Arizona para tornar-se uma autora em tempo integral.
A série A Viajante do Tempo é composta por oito romances publicados. O oitavo livro, Written in My Own Heart's Blood (ainda sem tradução para o português), foi lançado em 10 de junho de 2014. Gabaldon também publicou The Exile (An Outlander Graphic Novel) (2010) (sem tradução para o português). A Lord John series, também sem tradução para o português, é um spin-off da série A Viajante do Tempo, centrando-se em um personagem secundário da série original.

## Vida pessoal
Gabaldon mora em Scottsdale, Arizona com seu marido Doug Watkins, com quem tem três filhos adultos: Laura, Jenny, e o autor de fantasia épica Sam Sykes. Gabaldon é uma Católica Romana.
| “ | Tento evitar me descrever por qualquer tipo de rótulo, por assim dizer. Sou uma Católica e libertária, mas é o mais longe que eu iria na descrição. | ” |

### SérieA Viajante do Tempo
A série foca na enfermeira do século XX Claire Randall, que viaja no tempo para a Escócia do século XVIII e encontra aventura e romance com o audacioso James Fraser. Situado na Escócia, França, Índias Ocidentais, Inglaterra e América do Norte, os romances mesclam diversos gêneros, com elementos de ficção histórica, romance, ficção de aventura e ficção científica/fantasia.

Série principal
- A Viajante do Tempo (1991) ou Nas Asas do Tempo, em Portugal
- A Libélula no Âmbar (1992) ou A Libélula Presa no Âmbar, em Portugal
- O Resgate no Mar (1993) ou A Viajante, em Portugal
- Os Tambores de Outono (1996)
- A Cruz de Fogo (2001)
- Um Sopro de Neve e Cinzas (2005)
- Ecos do Futuro (2009)
- Written in My Own Heart's Blood (2014) (Ainda sem tradução no Brasil)[17] Escrito com o sangue do meu coração (Portugal, 2020)
- Go Tell the Bees That I am Gone (2021)

Obras curtas (não traduzidas para o português)
- "A Leaf on the Wind of All Hallows" (2010), um conto na antologia Songs of Love and Death.[18][19][20][21][22] Mais tarde reunido em A Trail of Fire (2012).[23]
- The Space Between (2013), uma novela na antologia The Mad Scientist's Guide to World Domination.[24] Mais tarde reunido em A Trail of Fire (2012).[23]
- Virgins (2013), uma novela na antologia Dangerous Women.[25][26][27][28]

Relacionadas (não traduzidas para o português)
- The Outlandish Companion (1999), um guia para a série A Viajante do Tempo contendo sinopses, guia dos personagens e outras notas e informações
- The Exile: An Outlander Graphic Novel (2010)
- The Outlandish Companion, Vol. II (a ser publicado)[29]

### SérieLord John(não traduzidas para o português)
A série Lord John é uma sequência de romances e obras mais curtas que focam em Lord John Grey, um personagem secundário recorrente na série A Viajante do Tempo. A série spin-off atualmente é composta por cinco novelas e três romances, que se passam entre 1756 e 1761, durante os eventos de O Resgate no Mar, o terceiro livro da série principal. Eles podem ser geralmente classificados como mistérios históricos, e os três romances são mais curtos e focam em menos tramas que os livros de A Viajante do Tempo. Nenhum dos livros desta série foi traduzido ou publicado no Brasil.
- Lord John and the Hellfire Club (1998), novela publicada originalmente na antologia Past Poisons, editada por Maxim Jakubowski
- Lord John and the Private Matter (2003), romance
- Lord John and the Succubus, novela publicada em Legends II, editada por Robert Silverberg
- Lord John and the Brotherhood of the Blade (2007), romance
- Lord John and the Haunted Soldier (2007), novela publicada em Lord John and the Hand of Devils
- Lord John and the Hand of Devils (2007), coleção de três novelas (Lord John and the Hellfire Club, Lord John and the Succubus and Lord John and the Haunted Soldier)
- The Custom of the Army (2010), novela publicada em Warriors, editada por George R. R. Martin e Gardner Dozois
- The Scottish Prisoner (2011), romance
- Lord John and the Plague of Zombies (2011), novela publicada em Down These Strange Streets, editada por George R.R. Martin e Gardner Dozois

### Outras obras (não traduzidas para o português)
- Naked Came the Phoenix (2001), uma colaboração com doze outros autores
- Humane Killer, conto co-escrito com Sam Sykes, publicado em The Dragon Book: Magical Tales from the Masters of Modern Fantasy (2009)
- Phoenix Noir (2009), uma coleção de contos com quinze outros autores

## Adaptações

### Série de TV
Uma adaptação televisiva de A Viajante do Tempo estreou no canal Starz nos Estados Unidos em 9 de agosto de 2014.

### Outros
A Série A Viajante do Tempo foi lançada em audiobooks completos (lido por Davina Porter) e sintéticos (lido por Geraldine James). Vários livros da série Lord John foram lançados em formato audiobook, lido por Jeff Woodman.
Em 2010 Gabaldon adaptou o primeiro terço de Outlander em The Exile: An Outlander Graphic Novel, ilustrada por Hoang Nguyen. No mesmo ano, um álbum com 14 canções baseadas em Outlander foi lançado com o título Outlander: The Musical.

## Recepção e prêmios
A Viajante do Tempo ganhou o Romance Writers of America de RITA Award pelo melhor romance de 1991. Um Sopro de Neve e Cinzas (2005) estreou em primeiro lugar no The New York Times, na lista de bestsellers de Hardcover Fiction e ganhou o Quill Award por Ficção Científica/Fantasia/Terror. Em 2007, The Montreal Gazette observou que os livros de Gabaldon "estão na demanda em 24 países em 19 línguas," e que a autora "continua a produzir um bestseller após o outro." By 2012 her novels had been published in 27 countries and 24 languages.
Lord John and the Private Matter alcançou a oitava posição no The New York Times na lista de bestsellers de Hardcover Fiction em 2003. Em 2007, Lord John and the Brotherhood of the Blade debuted at #1, e a coleção Hand of Devils alcançaram a 24ª posição no The New York Times na lista de bestsellers de Hardcover Fiction. The Scottish Prisoner estreou na sexta posição no The New York Times na liste de bestsellers em e-books em 2011, e a novela A Plague of Zombies foi nomeada para o Edgar Award pela Mystery Writers of America pelo “Melhor Conto de Mistério” no mesmo ano. Ao criticar a série Lord John, Publishers Weekly afirmou que "a prosa de Gabaldon é elegante" e que ela "traz uma alegria efusiva para sua ficção que se mostra infecciosa, mesmo para os leitores não familiarizados com o seu trabalho ou o período."